# Shawn Jones
Shawn Arthur Jones (ur. 25 marca 1992 w Miami) – amerykański koszykarz, występujący na pozycjach silnego skrzydłowego lub środkowego, posiadający także kosowskie obywatelstwo, obecnie zawodnik PGE Spójni Stargard.
Przez kilka lat występował w letniej lidze NBA. Reprezentował Los Angeles Clippers (2014), Washington Wizards (2015), Miami Heat (2016).
8 listopada 2019 zawarł kontrakt z Anwilem Włocławek. 8 grudnia 2020 po raz kolejny w karierze podpisał umowę z Anwilem Włocławek. 19 sierpnia 2021 został zawodnikiem chorwackiego KK Split. 1 sierpnia 2022 dołączył do PGE Spójni Stargard, a 22 listopada 2022 odszedł z klubu.

## Osiągnięcia
Stan na 26 września 2021, na podstawie, o ile nie zaznaczono inaczej.
NCAA
- Mistrz sezonu regularnego konferencji (2012, 2013 – Sun Belt, 2014 – USA)
- Uczestnik:
  - meczu gwiazd	NCAA – Reese's College All-Star Game (2014)
  - turnieju:
    - NCAA (2013)
    - Portsmouth Invitational Tournament (2014)
- Zawodnik roku konferencji USA (2014)[8]
- Zaliczony do I składu:
  - konferencji USA (2014)
  - turnieju:
    - Dr. Pepper Classic (2014)
    - Portsmouth Invitational Tournament (2014)

  - składu honorable mention All-American (2014 przez Associated Press)

Klubowe
- Brąz:
  - mistrzostw Polski (2020)
  - ligi izraelskiej (2019)
- Zdobywca Pucharu:
  - Polski (2020)[9]
  - ligi izraelskiej (2016)
- Finalista pucharu Izraela (2017)

Indywidualne
- MVP:
  - Pucharu Polski (2020)[10]
  - tygodnia D-League (2.02.2015)
- Zaliczony do:
  - I składu EBL (2020 przez dziennikarzy)[11]
  - II składu debiutantów D-League (2015)

Reprezentacja
- Uczestnik kwalifikacji do mistrzostw Europy (2017 – 32. miejsce)